# Pagórki (województwo warmińsko-mazurskie)
Pagórki (niem. Rehberg) – osada w Polsce położona w województwie warmińsko-mazurskim, w powiecie elbląskim, w gminie Tolkmicko na obszarze Parku Krajobrazowego Wysoczyzny Elbląskiej.
Wieś szlachecka położona była w II połowie XVI wieku w województwie malborskim. W latach 1975–1998 miejscowość administracyjnie należała do województwa elbląskiego.

## Historia
Nie wiadomo, kiedy wieś została założona. Najprawdopodobniej mistrz krajowy Dietrich von Grüningen podarował w maju 1255 r. teren Rehberg o wielkości 40 włók elbląskiemu Szpitalowi św. Ducha. Szpital miał tam założyć wieś. Rehberg jako wioska istnieje w podaniach od XIV wieku. Na początku czasów pruskich, a więc po 1772 roku, Rehberg otrzymał prawo do założenia szkoły. Od 1 czerwca 1800r. działał tuaj nauczyciel Kempowski. Otrzymał od właścicieli majątku 42 talary, pięć korców żyta, korzec jęczmienia, korzec grochu, bezpłatne mieszkanie i opał. Za każde dziecko w szkole otrzymywał grosz tygodniowo. Takie zarobki zostały mu przyznane 4 czerwca 1800r. przez Scholtena, zarządcę majątku Cadinen. Szkołę w Rehberg zamknięto w 1823r., a dzieci zostały przypisane do szkoły w Cadinen, ale prawie się tam nie pokazywały z powodu dużej odległości i często nieprzejezdnych dróg.

## Pagórki współcześnie
W Pagórkach znajduje się okazały dom podcieniowy z początku XIX w. o czterech podcieniach i dachu naczółkowym, pomnik upamiętniający przejazd niemieckiego cesarza Wilhelma - Kamień Cesarski, wiatrak (niestety niesprawny) i wieża ciśnień. Wiosną 2013 r. ruszyła budowa świetlicy wiejskiej, zakończona pod koniec tego samego roku. Dzięki niej organizowane są imprezy okolicznościowe, gry oraz zabawy dla dzieci.

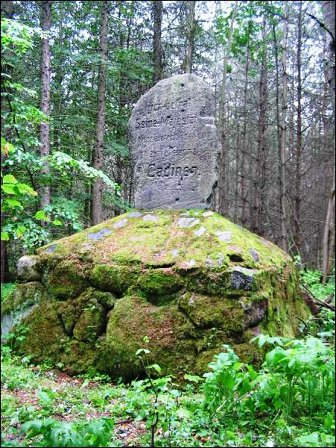
Kamień Cesarski